# Catedral de Bafatá
La Catedral de Bafatá (en portuguès: Sé Catedral de Nossa Senhora da Graça) és el nom que rep un edifici religiós de l'Església catòlica i està situat a la localitat de Bafatá a la regió de Bafatá una de les quals conformen el país africà de Guinea Bissau. Es tracta d'una de les dues catedrals que existeixen en aquesta nació sent l'altra la dedicada a La Mare de Déu de la Candelera que es troba a la capital, Bissau. L'edifici més que una catedral s'assembla més a una església parroquial d'estil colonial portuguès.
El nom de Mare de Déu de la Gràcia (Nossa Senhora da Graça) per a catedrals és comuna en diverses de la excolònies portugueses, sent exemples d'això la Catedral de Nostra Senyora de la Gràcia a São Tomé i Príncipe i la Procatedral de Nostra Senyora de la Gràcia en Cap Verd.
Es tracta d'un temple que segueix el ritu romà o llatí i funciona com la seu del bisbat de Bafatá (Dioecesis Bafatanus) que cobreix més de la meitat del país i va ser creada en 2001 mitjançant la butlla "Cum ad fovendam" del papa Joan Pau II.